# درة جيك
درة جيك هي قرية في مقاطعة خدا أفرين، إيران. عدد سكان هذه القرية هو 106 في سنة 2006.